# Heilig-Geist-Kirche (Menden)
Die Heilig-Geist-Kirche ist ein Kirchengebäude der evangelischen Kirchengemeinde in Menden (Sauerland). Sie liegt an der Kreuzung Bodelschwinghstraße/Bahnhofstraße/Walramstraße/Westwall am südwestlichen Rand der Altstadt.

## Geschichte und Architektur
Das Gebäude wurde von 1861 bis 1864 nach den Plänen des Architekten Christian Heyden errichtet und im Jahre 1864 eingeweiht. Es steht seit dem 3. März 1983 unter Denkmalschutz. Es handelt sich dabei um eine neugotische Hallenkirche mit Westturm und Kleeblattchor. Von der zeitgenössischen Ausstattung blieb unter anderem der Orgelprospekt erhalten.
Die Heilig-Geist-Kirche ersetzte ihren schlichte Vorgängerin aus dem Jahre 1834, welche an der Ecke Bahnhofstraße zum Südwall gegenüber der Stadtmühle lag.
Die Inschrift der am Kirchengebäude befestigten Denkmalplatte lautet:
EV. HEILIG-GEIST-KIRCHE,

ALS NEUGOTISCHE HALLENKIRCHE

1861-1864 NACH PLÄNEN DES ARCHITEK-

TEN HEYDEN ERRICHTET. NACHFOLGER

EINER KLEINEN EV. KIRCHE VON 1834,

DIE AN DER ECKE DER BAHNHOFSTRASSE

UND DES SÜDWALLS, GEGENÜBER DER

STADTMÜHLE LAG.

## Orgel
Die Orgel der Heilig-Geist-Kirche wurde 1993 durch den Orgelbauer Richard Rensch (Lauffen/N.) erbaut. Das Orgelgehäuse stammt aus dem Jahre 1862. In dem heutigen Instrument fanden einige Register der Vorgängerorgel aus dem Jahr 1930 Wiederverwendung, die von der Orgelbaufirma E.F. Walcker & Cie. (Ludwigsburg) erbaut worden war. Das Schleifladeninstrument hat 30 Register auf zwei Manualen und Pedal. Zusätzlich hat die Orgel ein weiteres Manual (II. Manual), das mit dem Schwellwerk fest gekoppelt ist, und durch die Manualkoppel I/II zum Koppelmanual wird. Die Spiel- und Registertrakturen sind mechanisch.
| I Hauptwerk C– |            |       |   |
| 01.            | Bourdon    | 16′   | W |
| 02.            | Principal  | 08′   |   |
| 03.            | Vox Humana | 08′   |   |
| 04.            | Gambe      | 08′   |   |
| 05.            | Gedeckt    | 08′   |   |
| 06.            | Octave     | 04′   |   |
| 07.            | Flauto     | 04′   | W |
| 08.            | Quinte     | 2 ⁄3′ | W |
| 09.            | Octave     | 02′   | W |
| 10.            | Mixtur IV  | 1 ⁄3′ |   |
| 11.            | Trompete   | 08′   |   |

| III Schwellwerk C– |                      |       |   |
| 12.                | Konzertflöte         | 08′   | W |
| 13.                | Geigenprinzipal      | 08′   | W |
| 14.                | Salicional           | 08′   | W |
| 15.                | Voix celeste         | 08′   | W |
| 16.                | Ital. Principal      | 04′   |   |
| 17.                | Flauto Dolce         | 04′   | W |
| 18.                | Sesquialter I-II     | 2 ⁄3′ | W |
| 19.                | Waldflöte            | 02′   |   |
| 20.                | Plein jeu IV         | 02′   |   |
| 21.                | Dulcian              | 16′   |   |
| 22.                | Oboe                 | 08′   |   |
| 23.                | Trompette Harmonique | 08′   |   |
|                    | Tremulant            |       |   |

| Pedal C– |            |     |   |
| 24.      | Violon     | 16′ | W |
| 25.      | Subbaß     | 16′ |   |
| 26.      | Octavbaß   | 08′ |   |
| 27.      | Gedecktbaß | 08′ | W |
| 28.      | Choralbaß  | 04′ | W |
| 29.      | Posaune    | 16′ |   |
| 30.      | Trompete   | 08′ |   |

- Koppeln: I/II, I/P, III/P[2]
- Anmerkung

W = historisches Register von Walcker (1930, 1956)

## Glocken
Bei ihrer Weihe besaß die Heilig-Geist-Kirche noch keine Glocken. Erst 1871 wurden aus erbeuteten Kanonen bei W. Rincker in Westhofen drei Glocken mit den Tönen dis', fis' und gis' gegossen, die 1917 eingeschmolzen wurden. 1918 wurden vier Eisenhartgussglocken bei Ulrich & Weule in Apolda bestellt und im April 1919 erstmals geläutet. Die Glocken besitzen trotz des minderwertigen Glockenmaterials eine erhebliche Klangfülle. Auf der Ostseite des Turmhelms hängt in einer Gaube eine kleine Glocke für den Viertelschlag der Turmuhr, die aus dem Vorgängerbau stammt.
| Glocke | Name                 | Nominal | Gewicht | Durchmesser | Gussjahr | Gießer                 |
| ------ | -------------------- | ------- | ------- | ----------- | -------- | ---------------------- |
| 1      | Ewigkeitsglocke      | es′     | 1800 kg | 167 cm      | 1918     | Ulrich & Weule, Apolda |
| 2      | Betglocke            | f′      | 1380 kg | 147 cm      | 1918     | Ulrich & Weule, Apolda |
| 3      |                      | g′      | 0880 kg | 128 cm      | 1918     | Ulrich & Weule, Apolda |
| 4      |                      | b′      | 0500 kg | 110 cm      | 1918     | Ulrich & Weule, Apolda |
| 5      | Viertelstundenglocke | fis″    | 0075 kg | 050 cm      | 1836     | unbekannt              |